# Bruno Larregui
Bruno Joaquín Larregui López (Montevideo, 7 marzo 2001) è un calciatore uruguaiano, attaccante della Juventud.

## Caratteristiche tecniche
È un centravanti.

## Carriera
È cresciuto nel settore giovanile della Juventud, con cui ha debuttato il 4 marzo 2023 nell'incontro di Primera División vinto 3-0 contro il Cerrito. Ha segnato il suo primo gol il 26 marzo seguente, nella trasferta vinta 3-2 contro il Bella Vista.

## Statistiche

### Presenze e reti nei club
Statistiche aggiornate al 9 marzo 2025.
| Stagione        | Squadra         | Campionato      | Campionato | Campionato | Coppe nazionali | Coppe nazionali | Coppe nazionali | Coppe continentali | Coppe continentali | Coppe continentali | Altre coppe | Altre coppe | Altre coppe | Totale | Totale | Totale |
| Stagione        | Squadra         | Comp            | Pres       | Reti       | Comp            | Pres            | Reti            | Comp               | Pres               | Reti               | Comp        | Pres        | Reti        | Pres   | Reti   |        |
| --------------- | --------------- | --------------- | ---------- | ---------- | --------------- | --------------- | --------------- | ------------------ | ------------------ | ------------------ | ----------- | ----------- | ----------- | ------ | ------ | ------ |
| 2023            | Juventud        | SD              | 18         | 3          | CU              | 1               | 0               | -                  | -                  | -                  | -           | -           | -           | 19     | 3      |        |
| 2024            | Juventud        | SD              | 29         | 4          | CU              | 2               | 0               | -                  | -                  | -                  | -           | -           | -           | 31     | 4      |        |
| 2025            | Juventud        | PD              | 5          | 2          | CU              | 0               | 0               | -                  | -                  | -                  | -           | -           | -           | 5      | 2      |        |
| Totale carriera | Totale carriera | Totale carriera | 52         | 9          |                 | 3               | 0               |                    | -                  | -                  |             | -           | -           | 55     | 9      |        |